# Super Blues
Super Blues è un album discografico del supergruppo blues costituito da Bo Diddley, Muddy Waters e Little Walter; pubblicato nel giugno 1967 dalla Checker Records.

## Tracce
Lato 1
1. Long Distance Call (McKinley Morganfield) – 5:15
2. Who Do You Love? (Ellas McDaniel) – 4:10
3. I'm a Man (Elias McDaniel) – 5:40
4. Bo Diddley (Elias McDaniel) – 4:35

Lato 2
1. You Can't Judge A Book By Its Cover (Willie Dixon) – 4:25
2. I Just Want to Make Love to You (Willie Dixon) – 6:07
3. My Babe (Willie Dixon) – 3:52
4. You Don't Love Me (You Don't Care) (Elias McDaniel) – 4:05

## Formazione
- Bo Diddley – voce, chitarra
- Muddy Waters – voce, chitarra
- Little Walter – voce, armonica a bocca
- Sonny Wimberley – basso
- Frank Kirkland – batteria
- Buddy Guy – chitarra
- Otis Spann – pianoforte
- Cookie Vee – tamburello, voce